# 世名城駅
世名城駅（よなぐすくえき）は、かつて沖縄県島尻郡東風平村世名城（現在の沖縄県島尻郡八重瀬町世名城）に存在した沖縄県営鉄道糸満線の鉄道駅（廃駅）である。

## 歴史
- 1923年（大正12年）7月11日（同年7月10日とも[2]）：糸満線の開通と同時に開業[1]。停留所であった[2]。
- 1945年（昭和20年）：沖縄戦による線路の破壊のため、路線自体が事実上廃止[3]。最終運行は3月28日頃[2]。

## 隣の駅
沖縄県営鉄道
糸満線
東風平駅 - 世名城駅 - 高嶺駅